# 파비오 란초니
파비오 란초니(Fabio Lanzoni, 1959년 3월 15일 ~ )는 흔히 파비오(Fabio)라는 이름으로 널리 알려져 있는 이탈리아의 배우, 모델이다.